# Atikamekw
De Atikamekw zijn oorspronkelijke bewoners van een gebied dat ze Nitaskinan ("Ons Land") noemen, in de bovenloop van de Saint-Maurice riviervallei ongeveer 300 km ten noorden van Montreal, Canada. Hun aantal bedraagt rond de 7.900 (2017). Een van de belangrijkste gemeenschappen is Manawan, ongeveer 160 km noord van Montreal. Traditioneel leefden ze van vissen, jagen en verzamelen. Er zijn nauwe historische banden met de Innu, hun vroegere bondgenoten tegen de Inuit.
De Atikamekwtaal, een variant van het Cree in de Algonkische taalfamilie, wordt nog dagelijks gebruikt en is niet met uitsterven bedreigd. Het woongebied is echter aangetast door houtkap zodat hun vroegere leefwijze bijna niet meer bestaat. Hun benaming, die letterlijk "meer van de witte vis" betekent, wordt ook gespeld als "Attikamekw", "Attikamek", of "Atikamek". Franse kolonisten duidden hen aan alsTêtes-de-Boules, "bolhoofden".
Een klein aantal families leeft nog van het maken van traditionele tassen van berkenbast en kano's.

## Bevolking
| Gemeenschappen     | Officiële First Nation naam                      | Totale bevolking |
| ------------------ | ------------------------------------------------ | ---------------- |
| Manawan            | Les Atikamekw de Manawan                         | 2.946            |
| Obedjiwan          | Atikamekw d'Opitciwan                            | 3.008            |
| Wemotaci           | Conseil des Atikamekw de Wemotaci                | 1.963            |
| Atikamekw (totaal) | Attikamekw Sipi - Conseil de la Nation Atikamekw | 7.917            |

### First Nationsvan de Atikamekw
Atikamekw Sipi – Conseil de la Nation Atikamekw
- Les Atikamekw de Manawan[7] Manawan ligt in het reservaat Communauté Atikamekw de Manawan aan de zuidwestoever van het Métabeskégameer, ca. 86 km ten noorden van Saint-Michel-des-Saints, oppervlakte ca. 8 km².[8][9]
- Atikamekw d'Opitciwan met de nederzetting Obedjiwan in het gelijknamige reservaat, oppervlakte ca. 9 km², ligt 190 km ten westen van Roberval. In 1918 moesten de Atikamekw het zomerverblijf Kikentatc verlaten en naar Opitciwan verhuizen toen na de aanleg van een stuwdam het Gouinreservoir ontstond.[10][11]
- Conseil des Atikamekw de Wemotaci voorheen de Weymontachie Band, in het reservaat Communauté de Wemotaci, oppervlakte ca. 32 km², ca. 105 km noordwest van La Tuque, bij de noordoever van de Saint-Maurice aan de monding van de Manouane-rivier gelegen.[12][13]

## Geschiedenis

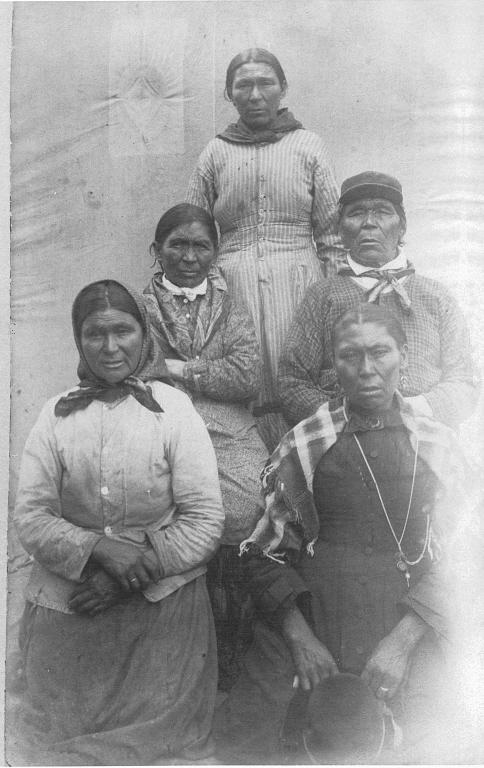
"Royal Family" groep, Manowan, circa 1900

##### 17e eeuw
De Atikamekw worden aan het begin van de 17e eeuw voor het eerst in documenten genoemd, toen ze in de boreale bossen van de boven-St. Maurice woonden. Ze hadden zich tot een groep van 500 tot 600 personen gevormd om zich te tonen als "een van belang zijnde groep in het noorden". In deze vroege documenten werden ze "Atikamegouékhi" genoemd.
Voedsel verkregen ze uit jagen, vissen en vallen zetten, wat werd aangevuld met agrarische producten als maïs (via ruilhandel) en esdoornsiroop dat ze maakten door het sap uit de bomen te concentreren. Gebruiksvoorwerpen maakten ze van hout en kleding van huiden, andere benodigdheden werden verkregen door handel met buurvolken. Transport was mogelijk omdat het gebied wordt doorsneden door bevaarbare rivieren en meren zodat ze met zuidelijker wonende bevolking wild en huiden konden ruilen tegen maïs. In de zomer kwam een aantal van hen bij elkaar in plaatsen als Wemotaci voor besprekingen, ruilhandel, en na de komst van missionarissen, voor het aangaan van huwelijken en religieuze samenkomsten. In de herfst verspreidden ze zich weer in de bossen om daar de winter door te brengen.
Toen de Fransen in het gebied arriveerden, werden de Atikamekw in toenemende mate afhankelijk van de door Europeanen gecontroleerde bonthandel. Zij werden als een vreedzaam volk beschouwd, deelden het gebied met de Innu of Montagnais in het oosten, de Cree in het noorden en Algonquin in het zuiden. Ze hadden echter conflicten met de Mohawks (Irokezen). De Atikamekw werden besmet met door Europeanen overgebrachte ziekten, rond 1675 kregen ze te maken met een verwoestende pokkenepidemie.
De Fransen trokken de Atikamekw mee in een handelsoorlog tussen de Innu en de Irokezen wat voor hen slecht uitpakte. De Irokezen vielen tijdens de beveroorlogen (1640–1701) regelmatig hun gebied binnen, ontvoerden vrouwen en krijgers in slavernij en stroopten hun jachtgronden af op zoek naar pelzen. Wie de pokken hadden overleefd werden slachtoffer van de Irokezen. Slechts weinig Atikamekw overleefden de oorlogen en epidemieën.

##### 18e en 19e eeuw
Aan het begin van de 18e eeuw verscheen echter opnieuw een groep "Tête-de-Boule" in de regio. Er is geen zekerheid over de oorsprong van deze groep; het kan een hergroepering zijn geweest van enkele overlevende Atikamekw, mogelijk hadden ze zich geassocieerd met andere inheemse stammen. Ze zijn mogelijk niet-gerelateerd met de eerdere Atikamekw hoewel ze in hetzelfde gebied woonden en dezelfde naam gingen gebruiken.

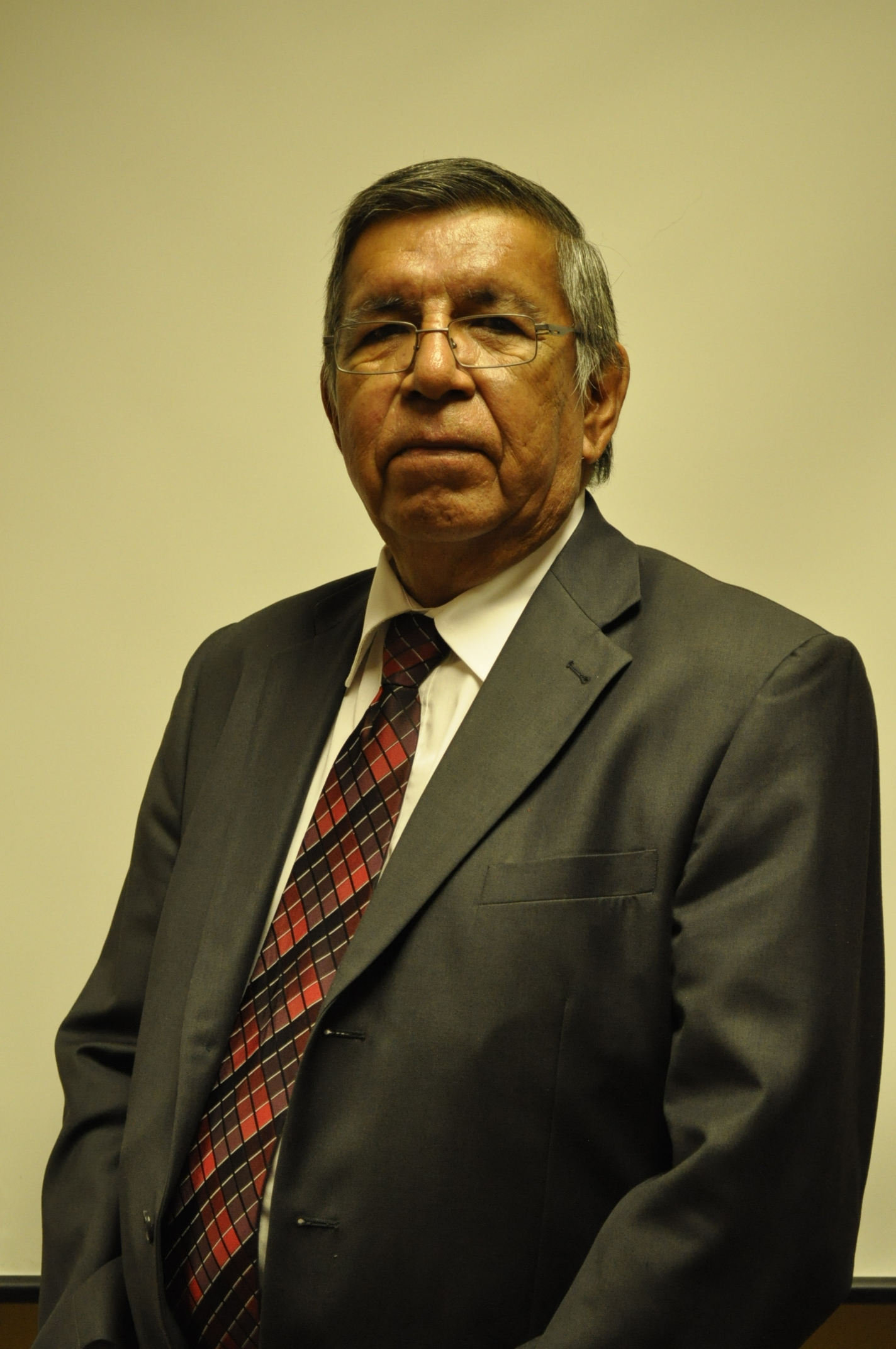
André Quitich is een voormalig leider en voorzitter van de Atkiamekw

Tussen 1763 en 1867 hadden de Britten controle over dit deel van Canada. De contacten met de Franse Canadezen begonnen geleidelijk af te nemen met het verval van de pelshandel ten voordele van de houthandel, vooral na de continentale blokkade van Napoleon. De Atikamekw werden geleidelijk ingeschakeld door houtbedrijven voor het vellen van bomen en het transport van stammen over de Mawana-rivier.
Ook na het ontstaan van Canada in 1867 nam de invloed van blanken in het leefgebied van de inheemse volken verder toe. In 1881 bundelden vier opperhoofden van Atikamekw-nederzettingen hun krachten tegen de "indringers" en eisten van de regering grondgebied. Na deze blijk van eensgezindheid reageerde de regering op hun petitie door land toe te delen. In 1906 werden aan de vier nederzettingen reservaten toegekend met het recht op vrije jacht, al zorgden blanke jagers (stropers) voor handhavingsproblemen.

##### 20e eeuw
De intercontinentale spoorverbinding door Canada, die in 1906 gereed was, vergemakkelijkte het transport van stammen zodat de houtkap verder toenam. Hierdoor, en door de aanleg van stuwmeren, werd het traditionele leefgebied aangetast en werden ze gedwongen steeds meer in dorpen bij elkaar te gaan wonen.
Een van de vier dorpen kwam in 1930 bij de aanleg van een stuwmeer onder water te staan zonder dat de bewoners daarvoor werden gecompenseerd. In 1918 was iets dergelijks gebeurd.
Na 1950 traden enkele verbeteringen in. Er kwam een organisatie gericht op het behoud van de taal, daarnaast een beverreservaat waar hobbyjagers werden geweerd. Bij houtkap wordt tegenwoordig minder grootschalige kaalslag toegepast.

## Cultuur
De Atikamekw hadden hun eigen traditionele cultuur, rituelen en taal. Ze zijn daarbij beïnvloed door de buurvolken. In de loop van de tijd ontstonden drie duidelijk onderscheiden woonlocaties. Hier ontwikkelden zich drie dialecten. De meeste Atikamekw spreken nog hun eigen taal maar schrijven deze niet; in 2016 werden 6.300 sprekers geteld.
Vroeger woonden ze in koepelvormige onderkomens overdekt met boomschors. De vloer was bedekt met sparretakken, vachten werden gebruikt als bedden en dekens. Vlees kon worden bewaard door het te roken en te drogen, een proces dat nog door sommige families wordt toegepast. Verzamelde bessen werden verwerkt tot een pasta die enkele weken houdbaar was.

### Handwerk
Het maken van kleding en dekens, en van benodigdheden voor de jacht (pijl en boog, sneeuwschoenen, sleden) was in vroeger tijden een noodzaak om te overleven. Zoals de meeste First Nations, kenmerkten de Atikamekw zich door een manier om hun kleding te decoreren. Apart waren de bellen gemaakt van holle botten, waarmee ze ceremoniële gewaden behingen.
Ze stonden bekend om hun kundigheid voorwerpen van berkenbast te maken zoals gedecoreerde tassen en kano's. De vaardigheden werden steeds aan de volgende generatie doorgegeven zodat ze ook nu nog worden beoefend, wat hen de bijnaam "schorsmensen" gaf. Het maken van dergelijke producten wordt minder toegepast in de noordelijkste locatie Obedjiwan omdat daar naaldbomen domineren.

### Indeling van het jaar
Het jaar is in zes perioden verdeeld, elk met een belangrijkste activiteit. Het jaar begint met Sîkon, de vroege lente (maart, april) waarin ze tassen van schors maakten en ze ahornsap aftapten als de sapstroom op gang komt. Ook werd gejaagd op terugkerende trekvogels (ganzen). Hierna volgt Mirôskamin, de eigenlijke lente en voorzomer. In dit seizoen gingen de Atikamekw vissen en patrijzen jagen. Dit gaat door in de zomer, Nîpin, de tijd van bessen verzamelen. In de herfst of Takwâkin volgt de jacht op elanden. De vacht van de eland werd door vrouwen van beharing ontdaan, schoongemaakt en gelooid. Er werden dunne repen van gesneden om sneeuwschoenen te maken. Het vlees werd in dunne plakken gesneden en platgeslagen om te kunnen bewaren. Aan het begin van de winter of Pîtcipipôn, gingen de mannen op jacht naar bevers en andere pelsdieren. Tijdens Pipôn, de winter, maakten de mannen netten om onder het ijs te kunnen vissen.

## Afbeeldingen

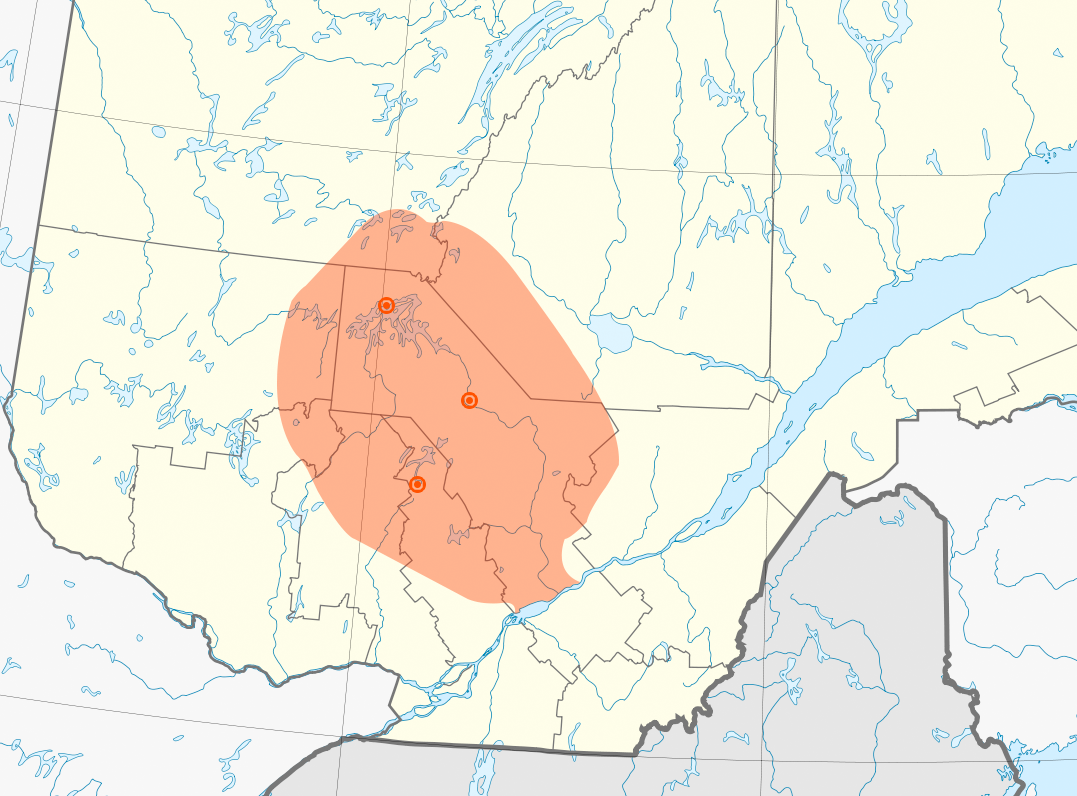
Plattegrond van Nitaskinan
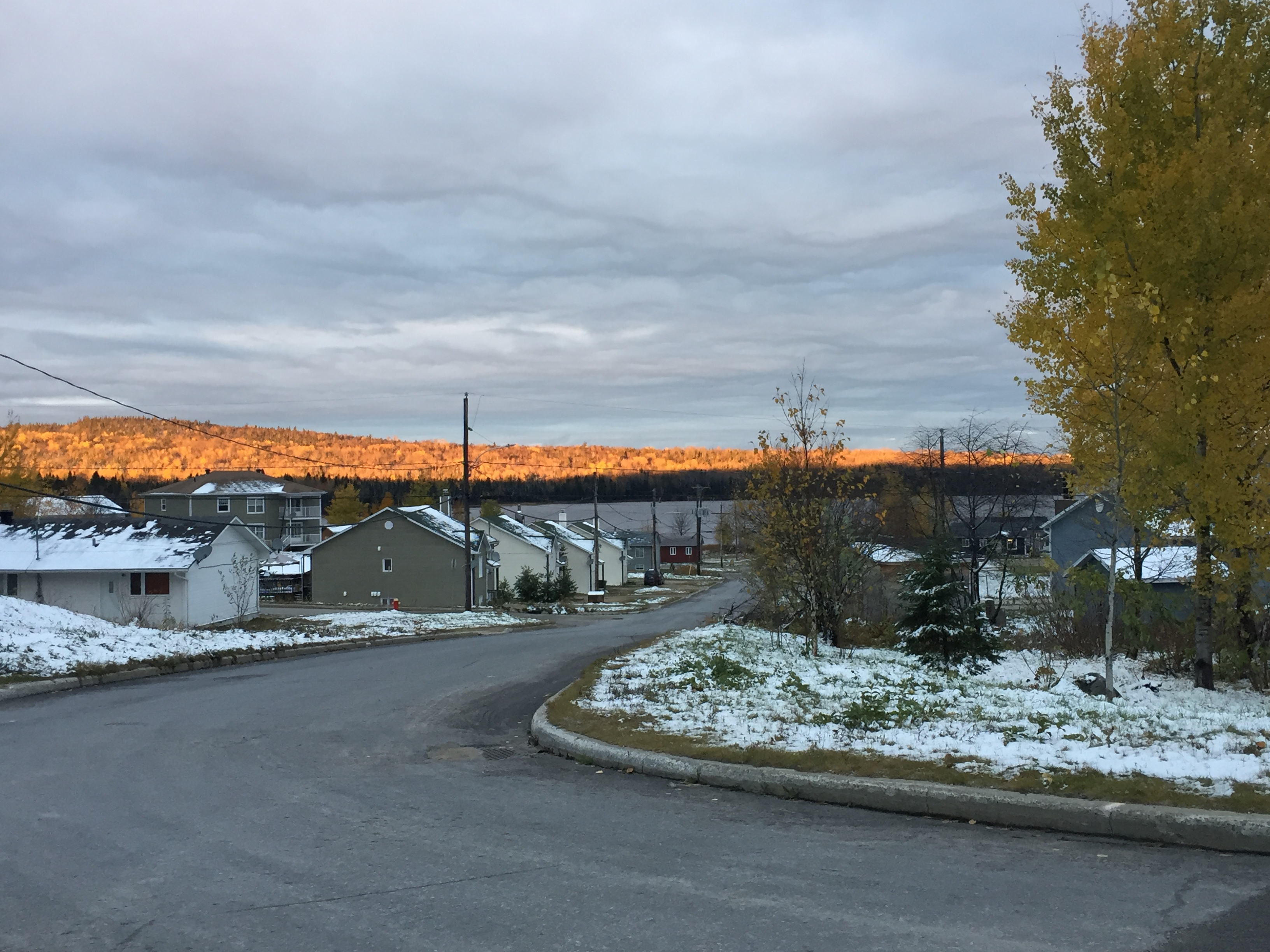
Manawan dorp van de Atikamekw (2016)
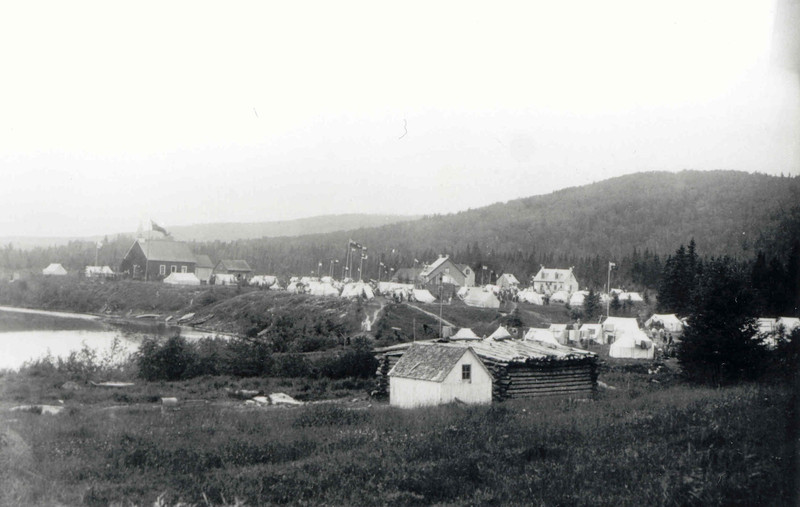
Wemotaci (1913)
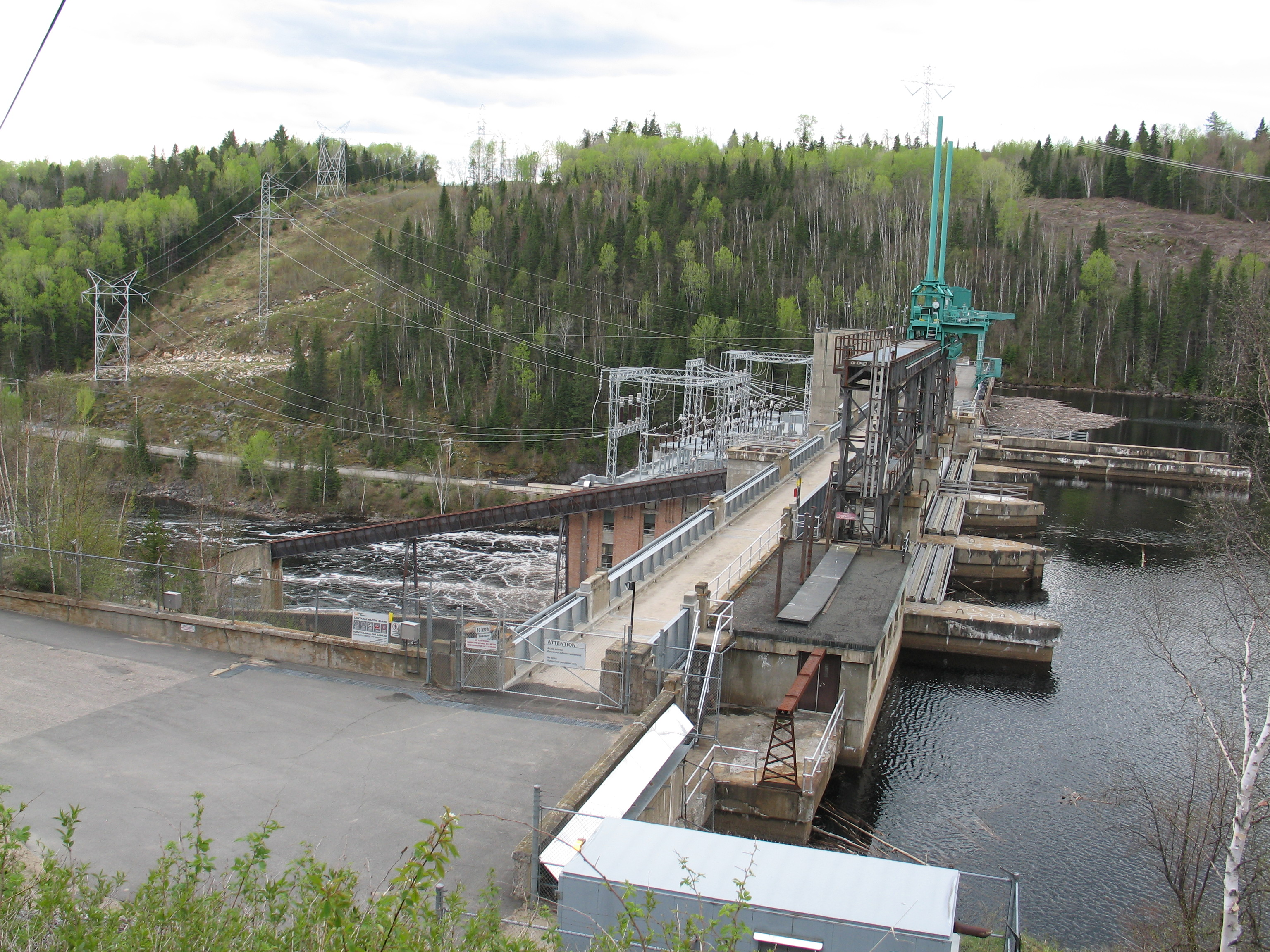
Rapide-Blanc dam, waar in 1930 een dorp onder water verdween